# Джефферсон (округ Монро, Вісконсин)
Джефферсон (англ. Jefferson) — місто (англ. town) в США, в окрузі Монро штату Вісконсин. Населення — 841 особа (2020).

## Демографія
Згідно з переписом 2010 року, у місті мешкало 819 осіб у 239 домогосподарствах у складі 194 родин. Було 257 помешкань
Расовий склад населення:
| - 98,3 % — білих - 0,6 % — чорних або афроамериканців - 0,1 % — корінних американців |

До двох чи більше рас належало 1,0 %. Частка іспаномовних становила 0,5 % від усіх жителів.
За віковим діапазоном населення розподілялося таким чином: 37,2 % — особи молодші 18 років, 52,2 % — особи у віці 18—64 років, 10,6 % — особи у віці 65 років та старші. Медіана віку мешканця становила 29,5 року. На 100 осіб жіночої статі у місті припадало 101,7 чоловіків;  на 100 жінок у віці від 18 років та старших — 111,5 чоловіків також старших 18 років.
Середній дохід на одне домашнє господарство  становив 78 975 доларів США (медіана — 73 466), а середній дохід на одну сім'ю — 83 145 доларів (медіана — 74 500). Медіана доходів становила 46 250 доларів для чоловіків та 36 875 доларів для жінок. За межею бідності перебувало 16,1 % осіб, у тому числі 26,0 % дітей у віці до 18 років та 22,2 % осіб у віці 65 років та старших.
Цивільне працевлаштоване населення становило 329 осіб. Основні галузі зайнятості: освіта, охорона здоров'я та соціальна допомога — 21,0 %, виробництво — 19,8 %, сільське господарство, лісництво, риболовля — 17,6 %.